# Bohra Naono
Bohra Naono (jap. 直野 儚羅 Naono Bōra; ur. 11 czerwca) – japońska mangaka i ilustratorka. Jej twórczość obejmuje mangi z gatunku shōnen-ai i yaoi.

## Twórczość

### Mangi
- Eyeshield 21 dj – Devil Mania (dōjinshi, yaoi)
- FO-KU (yaoi)
- Gag Manga Biyori dj – Kimi wa Kanpeki (dōjinshi, historyczne, yaoi)
- Hoshi to Tsuki (jap. 星と月) (school life, yaoi)
- Koi to Obake no Sodate Kata (jap. 恋とお化けの育て方) (fantasy, shōnen-ai, supernatural)
- Organic (sci-fi, yaoi; 1996)
- Toware no Mi (jap. 囚われの身) (fantasy, supernatural, yaoi; 1997)
- Hohoemi no Nichijō (jap. 微笑みの日常) (dramat, romans, tragedia, smut, yaoi; 1999)
- Naruto dj – Guruguru Guruguru (dōjinshi, shōnen-ai; 2000)
- Naruto dj – Guruguru Tornado – Aiyoku (dōjinshi, shōnen-ai; 2000)
- Yume ni Tobu Tori (jap. 夢に飛ぶ鳥) (dramat, fantasy, romans, yaoi; 2000)
- Initial D dj – Night Owls (jap. 梟たちの夜 Fukurōtachi no yoru) (dōjinshi, yaoi; 2001)
- Yubisaki no Koi (jap. 指先の恋) (komedia, dramat, romans, supernatural, yaoi; 2001)
- Dakishimetakunai (jap. 抱きしめたくない) (akcja, komedia, dramat, fantasy, romans, school life, smut, supernatural, yaoi; 2002)
- Mori no Koe (jap. 森の聲) (fantasy, yaoi; 2002)
  - Otoyami no Mori – Yume no Koe (adult, dramat, fantasy, yaoi)
  - Yumeoi no Mori (fantasy, yaoi; 1998)
  - Itsuwari no Mori
  - Yoru Utau Mori (fantasy, yaoi; 2001)
  - Mori ni Shizumu Tsuki (jap. 森に沈む月) (fantasy, shōnen-ai; 2002)
- Doku no aji (jap. 毒の味) (fantasy, shōnen-ai; 2003)
- Eyeshield 21 dj – Devil Mania #5 – Doragon Crime (dōjinshi, dramat, sport, yaoi; 2003)
- Hoshigari na kimi to futsutsuka na boku (jap. 欲しがりな君と不束な僕) (dramat, historyczny, romans, yaoi; 2003)
- Initial D dj – Anagura no Yoru, Shuuake no Asa (dōjinshi, yaoi; 2003)
- Naruto dj – Slave of Love (dōjinshi, shōnen-ai; 2003)
- Three Wolves Mountain (jap. 狼人與守墓者 Ōkami hito Atae Mamoru hakasha) (komedia, dramat, romans, supernatural, yaoi; 2003)
- Hajishirazu na Yoru (jap. 恥しらずな夜) (dramat, romans, yaoi; 2004)
- Mori no Kurashi (jap. もりのくらし) (fantasy, shōnen-ai; 2004)
- Tamago no Hi (jap. 卵の日) (akcja, przygodowy, komedia, dramat, fantasy, horror, Romans, shōjo; 2004)
- Kimi ni sasayaku mirai (jap. 君に囁く未来) (dramat, fantasy, romans, supernatural, yaoi; 2005)
- Motte meisubeshi (jap. 以て瞑すべし) (historyczne, yaoi; 2006)
- Yami ni tōboe, mune ni toge (jap. 闇に遠吠え、胸に棘) (komedia, dramat, fantasy, romans, supernatural, yaoi; 2006)
- Yokubō shōnen (jap. 欲望少年) (komedia, dramat, fantasy, romans, school life, smut, supernatural, yaoi; 2006)
- Ikujinashi no shiawase (jap. 意気地なしの幸せ) (komedia, smut, supernatural, yaoi; 2007)
- Jōzetsuna yubi (jap. 饒舌な指) (dramat, romans, yaoi; 2007)
- Climax (shotacon, yaoi; 2008)
- Harem Days (jap. ハーレムデイズ) (komedia, romans, smut, yaoi; 2008)
- Renai nenrei (jap. 恋愛年齢) (komedia, dramat, historyczne, romans, supernatural, yaoi; 2008)
- Yūwaku Sentiment (jap. 誘惑センチメント) (dramat, school life, yaoi; 2008)
- The Circle (dramat, sztuki walki, romans, supernatural, yaoi; 2009)
- Hada no ue no renai jijō (jap. 肌の上の恋愛事情) (dramat, fantasy, romans, obyczajowy, yaoi; 2009)
- Hitomi dj – Sakayume no Niwa (jap. 瞳之监 逆夢の庭) (komedia, (dōjinshi, historyczne, supernatural, yaoi; 2009)
- Koi no yami (jap. 恋の闇) (historyczne, romans, yaoi; 2009)
- Pillow Talk + Holiday (yaoi; 2009)
- Please Give Me! (jap. プリーズギブミー！) (yaoi; 2009)
- Power of Love! (jap. パワーオブラブ!) (yaoi; 2009)
- Renai nenrei dj – Himitsu (jap. 恋愛年齢-秘密-) (dōjinshi, yaoi; 2009)
- Secret News (komedia, romans, yaoi; 2009)
- Zurui otoko (jap. 狡い男) (yaoi; 2009)
- Hands Off!! (komedia, shōnen-ai; 2010)
- Hinata (jap. 日向) (romans, yaoi; 2010)
- Mawaru sekai no kimi to boku (jap. 廻る世界の君と僕) (dramat, historyczne, romans, school life, supernatural, yaoi; 2010)
- Mawaru sekai no kimi to boku dj – Meguru Sekai no 60 byō (jap. 廻る世界の60秒) (dōjinshi, yaoi; 2010)
- Black Outsider (jap. ブラックアウトサイダー) (romans, yaoi; 2010)
- Black Outsider (romans, supernatural, yaoi; 2011)
- Urahara to Dilemma (jap. 裏腹とジレンマ Urahara to Jirenma) (romans, yaoi; 2012)
- Mahō tsukai no namida (jap. 魔法使いの涙) (fantasy, yaoi; 2013)
- Mayonaka no Acchimono (jap. 真夜中の彼方者) (mystery, supernatural, yaoi; 2013)
- Mori no koe dj - Nettai no mori (dōjinshi, fantasy, supernatural, yaoi; 2013)
- Hitomi dj - Kumo no ito (dōjinshi, historyczne, yaoi; 2013)
- Denki (jap. デンキ) (yaoi; 2013)
- Strawberry Combat (yaoi; 2014)
- Trip Lovers (yaoi, fantasy; 2016)
  - Trip Lovers - Black Forest (yaoi; 2016)
- Vocation (yaoi; 2016)